# Tolweg Jakarta-Bogor-Ciawi
De Tolweg Jakarta-Bogor-Ciawi, vaak afgekort als Jagorawi, is een tolweg op het Indonesische eiland Java, die in de agglomeratie Jabodetabek de hoofdstad Jakarta met de stad Bogor en Ciawi verbindt. De tolweg is 59 kilometer lang en is geopend op 9 maart 1978 door de toenmalige Indonesische president Soeharto en is daarmee de oudste tolweg van Indonesië. De tolweg wordt beheerd door Jasa Marga en er rijden in totaal gemiddeld per dag (dus niet per traject) 544.714 voertuigen over de tolweg.
De tolweg begint bij het knooppunt bij Cawang waar het de Binnenste ringweg van Jakarta en de Tolweg Jakarta-Cikampek kruist. Daarvandaan loopt de tolweg naar het zuiden naar Taman Mini Indonesia Indah waar het de Buitenste ringweg van Jakarta kruist. Verder naar het zuiden ligt de stad Depok langs de tolweg en vlak voor het einde van de tolweg ligt Bogor. De tolweg eindigt bij Ciawi. Tot ongeveer 37 kilometer van Jakarta naar Sentul is de tolweg 2x4 rijstroken breed, waarna de tolweg versmalt naar 2x3 rijstroken en bij 40 kilometer bij Bogor verder versmalt naar 2x2 rijstroken.